# Getaway - rymmarna (1994)
Getaway - rymmarna (The Getaway) är en amerikansk film från 1994.

## Handling
Doc McCoy och hans förre kumpan Rudy rånar en hundkapplöpningsbana åt en skum affärsman. Efter rånet försöker Rudy skjuta Doc men blir själv skjuten. Doc flyr mot gränsen med hustrun Carol men Rudy kommer efter.

## Om filmen
Filmen är en nyinspelning av Getaway - rymmarna från 1972.

## Rollista (urval)
- Alec Baldwin - Doc McCoy
- Kim Basinger - Carol McCoy
- Michael Madsen - Rudy Travis
- James Woods - Jack Benyon